# Блефаропластика
Блефаропластика — операція зі зміни форми повік, розрізу очей (від дав.-гр. Βλέφαρον — повіка). Цей вид оперативного втручання передбачає видалення надлишків шкірного покриву та жирових утворень.

## Показання
Показаннями до проведення блефаропластики є: нависання шкіри верхніх і нижніх повік, «жирові мішки» повік, опущення нижніх куточків очей, розріз і форма очей.

## Опис

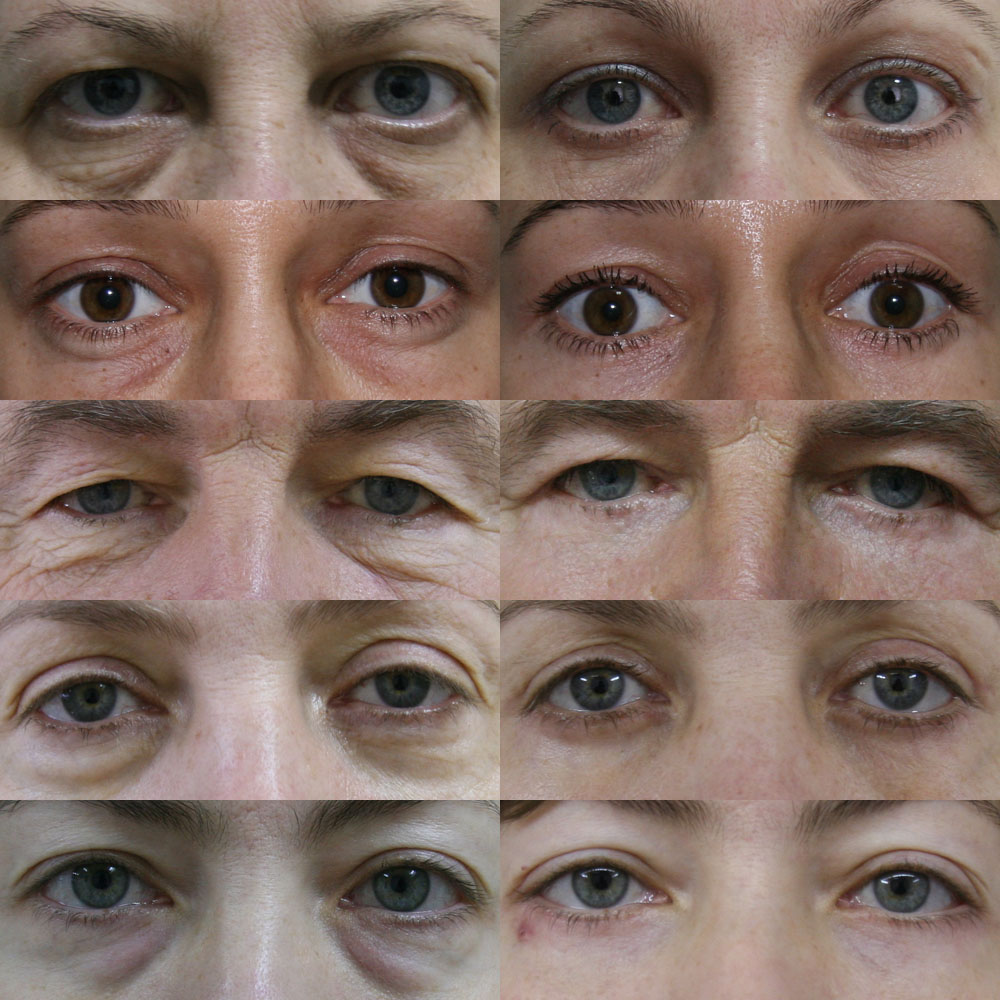
До та після блефаропластики

Надлишки шкіри та жиру під час операції видаляються через розрізи в натуральних складках очей. Блефаропластика проводиться в умовах стаціонару під загальним знеболенням. Тривалість — від 2 до 3 годин. Період реабілітації не перевищує 10-12 днів. Остаточний результат оперативного втручання можна буде оцінювати вже через 1,5 — 2 місяці, коли зникне постопераційний рубець і спадуть набряки.

## Види блефаропластики
За місцем виконання:
- Верхня
- Нижня[1]

За допомогою блефаропластики можливе вирішення наступних проблем:
- позбавитися від надлишків шкіри і жирової клітковини навколо повік
- зменшити ознаки вікових змін
- здійснити пластику м'язів периорбитальной області
- змінити розріз і форму очей
- усунути вроджені і набуті дефекти повік

## Технологія проведення процедури
Нижня блефаропластика дозволяє позбутися від вроджених дефектів нижніх повік. Серед таких дефектів — скупчення жиру або глибокі зморшки. За допомогою даної процедури також можна усунути або істотно зменшити прояви «синців» під очима.
Серед загальних показань до проведення нижньої блефаропластики: зайва кількість підшкірно-жирової клітковини, обвисаюча шкіра під нижніми повіками.
Фахівці Української академії пластичної хірургії пропонують різні варіанти нижньої блефаропластики. Так, наприклад, це може бути розріз безпосередньо на шкірі; через кон'юнктиву; через розрізи підлогу лінією росту вій.
Показаннями до верхньої блефаропластиці є: зморшки, надлишки жиру і жирові грижі на верхніх повіках. Верхня блефаропластика допоможе не тільки змінити форму повік, а й відкоригувати розріз очей, усунути наслідки непрофесійно проведених косметичних процедур.
З технічної точки зору верхня блефаропластика є досить складною операцією. Вона вимагає від хірурга великої майстерності. В останні роки затребуваною процедурою серед клієнтів Української академії пластичної хірургії є лазерна блефаропластика. Дана процедура проводиться під місцевою анестезією.
Тривалість блефаропластики варіюється від півгодини до декількох годин. Головний плюс блефаропластики — безболісна і нетривала реабілітація.